# Arthedain
En el marc del llegendari de J.R.R. Tolkien, Arthedain és un del tres regnes de la Terra Mitjana que van sorgir de la divisió d'Àrnor durant la Tercera Edat.
Durant el regnat d'Eärèndur els seus tres fills ja mostraven disputes públiques, que es van convertir en una guerra civil a la mort del seu pare l'any 861 de la Tercera Edat. Àmlaith, l'hereu legítim al tron d'Àrnor, va rebre l'oposició dels seus dos germans. Incapaç de resoldre la situació, va veure reduï el seu regne a la regió d'Arthedain, que aproximadament comprenia les terres a l'oest del Branduín i al nord de la gran carretera de l'est. Els seus germans van fundar els regnes de Cardolan i Rhudaur al sud i a l'est.
La capital del regne era a Fórnost, i Bree era un dels pobles més importants. L'antiga ciutat d'Annúminas també estava compresa dins les fronteres, però en aquell temps ja estava abandonada i en ruïnes.
L'any 1300 de la Tercera Edat va aparèixer el regne d'Àngmar a la frontera septendrional d'Arthedain. El seu rei era el Senyor dels Nazgûl, tot i que això no era conegut pels dúnedain. Davant d'aquesta nova amenaça Cardolan es va posar sota la protecció d'Arthedain, i els monarques van tornar a fer-se anomenar reis d'Àrnor.
Amb el temps, Cardolan i Rhudaur van ser conquerits per Àngmar. Arthedain va resistir durant més de 500 anys, però l'any 1974 Fórnost va caure. L'últim rei d'Arthedain, Àrvedui, va morir ofegat quan la nau amb què fugia va naufragar.
Un cop arribada l'ajuda del regne de Góndor al sud, els dúnedain van derrocar el Àngmar. Però les guerres havien dalmat molt la zona i el fill d'Àrvedui, Àranarth, no va reconstruir el regne i es va convertir en el primer capità del dúnedain.

## Reis d'Arthedain
L'any 1349 de la Tercera Edat, els tres fills del desè rei d'Àrnor van disputar una guerra civil i es va dividir el reialme en Arthedain, Rhudaur i Cardolan. El fill va regnar a Arthedain i la seva línia va ser l'única que no es va interrompre:
1. Àmlaith (861-946). Fill gran d'Eärèndur, desè rei d'Àrnor.
2. Béleg (946-1029)
3. Màllor (1029-1110)
4. Cèlepharn (1110-1191)
5. Celebríndor (1191-1272)
6. Màlvegil (1272-1349)
7. Àrgeleb I (1349-1356). A partir d'ell, tots els seus descendents porten el sufic Ar- (alt, reial), reclamant la sobirania sobre tot Àrnor.
8. Àrveleg I (1356-1409)
9. Àraphor (1409-1589)
10. Àrgeleb II (1589-1670)
11. Àrvegil (1670-1743)
12. Àrveleg II (1743-1813)
13. Àraval (1813-1891)
14. Àraphant (1891-1964)
15. Àrvedui (1964-1975). Últim rei del Regne del Nord.

Al voltant de l'any 1300, quan Cardolan es va posar sota la seva protecció, el rei d'Arthedain Argeleb es va fer anomenar reis d'Àrnor i va recuperar la vella numeració. Així, Àrgeleb, 7è Rei d'Arthedain era conegut el 17è Rei d'Àrnor.